# Федір Головатий
Федір Головатий (Главати, Главаті) (помер 1495 р., Требишів) — розбійник кінця XV століття, учасник анти-феодальної боротьби на території нинішньої Словаччини, один з перших відомих опришків.

## Життєпис
Русин за походженням. Родом з с. Руська Волова поблизу Снини (нині східна Словаччина).
У його банді налічувалося близько 50 членів, вона була організована за військовим принципом і користувалася підтримкою місцевого населення. Федір Головатий називався капітаном дружини.
Дії загону були спрямовані, в першу чергу, проти шляхти і багатого міського патриціату.
Діяв в 1492—1495 р. в районі міст Гуменне, Снина, Меджилабірці, Свидник, Стропков і Бардіїв, завдаючи значної шкоди багатіям і сіючи страх серед них.
Про позицію Головатого і силу його загону свідчить лист від 12 липня 1493 року, відправлений ним в королівське місто Бардіїв, в якому грабіжник загрожує місту за страту двох членів банди, і вимагає за це викуп в розмірі 400 золотих:
Vy zly a nespravedlivy lude Bardiowcy, vy ste naszych bratow daly zveszaty, ludy dobrich a nevinnich, jako mordere necnotlyvy, ktory any vam, ani zadnomu nicz nebili vinni. A pretos, gestli nam priatelom a rodovi ich za nich nepolozite czeteri sta zolotich ve zoloce do troch nedeli v klastore v Mogili v Cracova alebo v cartysov v Lechniczi, tedi na vaszych hordlech y na vaszym ymaniv y na vaszich podanich se bvd dvlvho, bvd cratko takto se mstiti budemy pocvd naszeho rodv stava. Tot list pysan s hor dzen svateho Jacvba”
Під текстом листа намальовані шибениці, шаблі, вогонь і рушниці, а також назви пограбованих населених пунктів (Орава, Мурань, Дунагеш, Санок, Риманув, Перемишль та ін.).
Згодом місцеві феодали, стурбовані грабежами, зробили ряд збройних акцій проти розбійників; так, у м. Кошиці був зібраний і оснащений загін чисельністю 400 чоловік.
Боротьба з бандою Головатого тривала близько 3-х років, після чого вона, будучи не в силах довго протистояти озброєним найманцям, стала розпадатися, частина розбійників загинула або потрапила в руки переслідувачів. Зрештою, сам Федір Головатий був схоплений і страчений в Требішові.